# Xvid
Xvid (dawniej XviD) – biblioteka kodeków video podążająca za standardem MPEG-4, a w szczególności MPEG-4 Part 2 Advanced Simple Profile (ASP). Używa takich funkcji ASP jak b-frames, globalnych i dzielnicowych pikseli kompensacji ruchu, maskowania lumi, kwantyzacji treliażowej, H.263, MPEG i niestandardowych kwantyzacji matryc.
Jest on głównym konkurentem DivX Pro Codec (Xvid jest nazwą wspak DivX). W przeciwieństwie do kodeka DivX, który jest firmowym oprogramowaniem stworzonym przez DivX, Inc., Xvid jest wolnym oprogramowaniem dystrybuowanym na warunkach licencji GNU General Public License. Oznacza to także, że w odróżnieniu od kodeka DivX, który jest dostępny dla ograniczonej liczby platform, Xvid może być użyty na wszystkich platformach i systemach operacyjnych, dla których kod źródłowy może zostać skompilowany.

## Historia
W lipcu 2001 r. deweloperzy zaczęli narzekać na brak działania w projekcie Mayo, w ramach którego w styczniu 2001 r. DivXNetworks założył OpenDivX, który w zamierzeniu miał być domem dla wolnych projektów multimedialnych. Jednak ostatnia zmiana w projekcie CVS była zanotowana parę miesięcy wstecz, poprawki były ignorowane, a obiecane dokumentacje nie zostały napisane. Wkrótce potem DARC (DivX Advanced Research Center) wydał wersję beta ich komercyjnego, zamkniętego źródłowo kodeka, który był oparty na encore2, mówiąc, że „to, co społeczność naprawdę chce, to Winamp, nie Linux”. Stało się to po tym, jak utworzone zostało rozgałęzienie OpenDivX, używając ostatniej wersji encore2, która została ściągnięta, zanim zdążono ją usunąć. Od tej pory, cały kod OpenDivX został zastąpiony i Xvid został opublikowany pod licencją GNU General Public License.

## Kwestie patentowe
Jako implementacja MPEG-4 Part 2, Xvid używa wiele opatentowanych technologii. Z tego powodu, wersje Xvid 0.9.x nie były licencjonowane w państwach, gdzie rozpoznane zostały te softwarowe patenty. Wraz z wersją 1.0.x, licencja GNU GPL v2 jest używana bez wyraźnych ograniczeń geograficznych. Jednak legalne korzystanie z Xvid może być nadal ograniczone przez miejscowe przepisy.

## Kontrowersje Sigma Designs
W lipcu 2002, Sigma Designs wydał kodek MPEG-4 nazywany REALmagic MPEG-4 Video Codec. Wkrótce ludzie testujący nowy kodek zauważyli, że zawiera on znaczne porcje kodu Xvid. SD potwierdził, że programista REALmagic bazował na Xvid, ale zapewnił, że cały kod GPL zostanie zastąpiony w celu uniknięcia naruszenia praw autorskich. Kiedy SD wydał rzekomo przerobiony kod REALmagic, deweloperzy Xvid natychmiast zdemontowali go i stwierdzili, że wciąż zawiera kod Xvid, tylko nowo uporządkowany w próbie ukrycia jego obecności. Deweloperzy Xvid zdecydowali się przerwać prace i zmusić SD do uszanowania warunków GPL. Po artykułach opublikowanych w Slashdot i The Inquirer, w sierpniu 2002 SD zgodził się na opublikowanie kodu.

## Odtwarzanie kodowanych plików Xvid
Ze względu na obawy patentowe, oficjalna strona Xvid nie zawiera binarnych wersji kodeka Xvid. Mimo to, udostępnia ona odnośniki do zaufanych stron, które dostarczają kodeki Video for Windows (i filtry dekodujące DirectShow) dla Microsoft Windows. Xvid nie jest formatem wideo. Odkąd używa on kompresji MPEG-4 ASP, każdy plik video jest zakodowany na podstawie praw „MPEG-4 ASP video”, nie „Xvid video”, dlatego może być dekodowany wszystkimi dekoderami zgodnymi z MPEG-4 ASP. Dotyczy to także dużej liczby odtwarzaczy i dekoderów, w szczególności tych opartych na wolno-źródłowej bibliotece libavcodec od FFmpeg (dla przykładu MPlayer, VLC, ffdshow albo Perian).
Zakodowane pliki Xvid mogą być zapisane na płycie CD albo DVD i odtwarzane w kompatybilnych odtwarzaczach DivX DVD. Jednak Xvid może opcjonalnie kodować video, używając zaawansowanych funkcji, które nie są obsługiwane przez większość odtwarzaczy certyfikowanych DivX. Pliki zakodowane z globalną kompensacją ruchu, Qpel, kwantyzacją MPEG, wielokrotnymi B-frames albo pliki, które przekraczają ograniczenia VBV, mogą nie odtwarzać poprawnie wideo na tych urządzeniach. Na przykład, Xvid określa trzy punkty osnowy jego implementacji globalnej kompensacji ruchu w przeciwieństwie do DivXa, który określa tylko jeden punkt implementacji DivX. Włączenie niektórych z bardziej zaawansowanych funkcji kodowania może zagrozić kompatybilności odtwarzacza. Istnieją pewne problemy z niestandardową kwantyzacją matryc używaną w takich narzędziach jak AutoGK, które automatyzuje kodowanie z Xvid. To może (w zależności od chipsetu dekodera) produkować filmy, które mają niestabilne odtwarzanie i artefakty. Jednak najnowsze modele odtwarzaczy DVD kompatybilne z Divx poprawiły wsparcie dla niestandardowej kwantyzacji matryc.

## Aplikacje kodujące
| Systemy operacyjne             | Oprogramowanie                             | Komentarz                                                                                    |
| ------------------------------ | ------------------------------------------ | -------------------------------------------------------------------------------------------- |
| Windows                        | VirtualDub, DVDx, xvid encraw, AutoGK itp. | I wszystkie inne aplikacje, które wspierają kodowanie w ramach struktury VfW                 |
| Mac OS X, Linux, BSD I Windows | MEncoder, Transcode, avidemux, VLC itp.    | Te platformy aplikacji o niezależnych strukturach mają dostęp do bibliotek Xvid bezpośrednio |